# Alice Hirson
Alice Hirson (* 10. März 1929 in New York City, New York; † 14. Februar 2025) war eine US-amerikanische Schauspielerin.

## Leben
Alice Hirson, geboren als Alice Corinne Thorsell, begann ihre Schauspielkarriere in der Serie The Edge of Night in der Rolle der Stephanie Martin, die sie von 1969 bis 1970 verkörperte. Bis Mitte der 1970er-Jahre war sie in weiteren Soaps zu sehen. 1982 bekam sie schließlich eine Nebenrolle in Dallas. Ihre wohl bekannteste Rolle verkörperte sie von 1994 bis 1998 in der Sitcom Ellen, in der sie die Mutter der Hauptfigur, gespielt von Ellen DeGeneres, mimte. Ihr Schaffen umfasst mehr als 80 Produktionen. Zuletzt trat sie als Synchronsprecherin in einer Folge von Mü-Mo das Müllmobil im Jahr 2021 in Erscheinung.
Hirson war zweimal verheiratet. Am 16. Mai 1952 heiratete sie in Manhattan in erster Ehe Roger O. Hirson. Aus der Ehe gingen die Söhne David, ein Dramatiker, und Christopher, ein Jazz-Musiker, hervor. Ihr zweiter Ehemann Stephen Elliott, den sie am 1. Januar 1980 geheiratet hatte, starb nach 25 Jahren Ehe am 21. Mai 2005.

## Filmografie (Auswahl)
- 1951: Starlight Theatre (Fernsehserie, Folge 2x09)
- 1971: Wo Gangster um die Ecke knallen (The Gang That Couldn’t Shoot Straight)
- 1977: Die Waltons (The Waltons, Fernsehserie, 2 Folgen)
- 1977–1983: Quincy (Fernsehserie, 3 Folgen)
- 1978: Eine amerikanische Familie (Family, Fernsehserie, Folge 3x21)
- 1978: In Texas ist der Teufel los (Kate Bliss and the Ticker Tape Kid, Fernsehfilm)
- 1978: Barnaby Jones (Fernsehserie, Folge 7x05)
- 1979: Schwingen der Angst (Nightwing)
- 1979: Willkommen Mr. Chance (Being There)
- 1980: Schütze Benjamin (Private Benjamin)
- 1981: Flamingo Road (Fernsehserie, Folge 1x05)
- 1981: Barney Miller (Fernsehserie, Folge 7x20)
- 1982: Wenn Märchen wahr werden (Miss All-American Beauty, Fernsehfilm)
- 1982–1988: Dallas (Fernsehserie, 26 Folgen)
- 1983: Chefarzt Dr. Westphall (St. Elsewhere, Fernsehserie, Folge 1x12 Ernste Probleme)
- 1984: Die Rache der Eierköpfe (Revenge of the Nerds)
- 1984: Die Auseinandersetzung (Mass Appeal)
- 1985: Hotel (Fernsehserie, Folge 2x20)
- 1985: Die 13 Geister von Scooby-Doo (The 13 Ghosts of Scooby-Doo, Miniserie, 13 Folgen, Sprechrolle)
- 1986: Matlock (Fernsehserie, Folge 1x01)
- 1986: Rache ist ein süßes Wort (If Tomorrow Comes, Miniserie, Folge 1x01)
- 1987: Blind Date – Verabredung mit einer Unbekannten (Blind Date)
- 1987: Full House (Fernsehserie, 3 Folgen)
- 1989: The Big Picture
- 1990: Psycho IV – The Beginning (Fernsehfilm, Sprechrolle)
- 1990–1996: Murphy Brown (Fernsehserie, 3 Folgen)
- 1993: Law & Order (Fernsehserie, Folge 3x12 Unschuldig)
- 1993: Stiefmutter – Stiefmonster (Stepmonster)
- 1993–1994: Wege der Liebe (Loving, Fernsehserie, 5 Folgen)
- 1994–1998: Ellen (Fernsehserie, 28 Folgen)
- 1996–2006: Eine himmlische Familie (7th Heaven, Fernsehserie, 8 Folgen)
- 1999: Emergency Room – Die Notaufnahme (ER, Fernsehserie, Folge 6x02 Letzte Ölung)
- 2000: Godzilla – Die Serie (Godzilla: The Series, Fernsehserie, Folge 2x08, Sprechrolle)
- 2000–2002: Baby Blues (Fernsehserie, 3 Folgen, Sprechrolle)
- 2001: New York Cops – NYPD Blue (NYPD Blue, Fernsehserie, Folge 8x20)
- 2001: Tod auf Abruf (Determination of Death)
- 2001: The Glass House
- 2001: Für alle Fälle Amy (Judging Amy, Fernsehserie, Folge 3x09)
- 2003: Just Shoot Me – Redaktion durchgeknipst (Just Shoot Me!, Fernsehserie, Folge 7x19)
- 2006: Jack Ketchum’s The Lost – Teenage Serial Killer (The Lost)
- 2008: Cold Case – Kein Opfer ist je vergessen (Cold Case, Fernsehserie, Folge 6x01 Glorreiche Zeiten)
- 2008–2012: The Secret Life of the American Teenager (Fernsehserie, 6 Folgen)
- 2010: StarStruck – Der Star, der mich liebte (Starstruck, Fernsehfilm)
- 2011: Men of a Certain Age (Fernsehserie, 2 Folgen)
- 2019: Will & Grace (Fernsehserie, Folge 10x14, Sprechrolle)
- 2021: Mü-Mo das Müllmobil (Trash Truck, Fernsehserie, Folge 2x09)